# Judi Dench
Dame Judith Olivia Dench (York (North Yorkshire), 9 december 1934) is een Brits actrice. Ze studeerde aan de Central School of Speech and Drama in Londen. Op 6 december 2008 ontving Dench een oeuvreprijs bij de European Film Awards.
In 1988 werd zij onderscheiden met een benoeming tot Dame Commandeur in de Orde van het Britse Rijk en werd daarmee Dame Judi Dench.

## Biografie
Dench werd geboren in Heworth, York, als de dochter van Eleanora Olive (geboren Jones) uit Dublin en Reginald Arthur Dench uit Dorset, een dokter die Eleanora had leren kennen tijdens zijn studie medicijnen aan de Universiteit van Dublin. Ze groeide op als Quaker en woonde in Tyldesley, Greater Manchester.
Toen Dench dertien was ging ze naar The Mount School in York. Ze begon met acteren op het toneel en in 1957 maakte ze haar debuut in het Old Vic Op 5 februari 1971 trouwde ze met de Britse acteur Michael Williams, met wie ze op 24 september 1972 een kind kreeg: Finty Williams (geboren als Tara Cressida Williams). Ook zij begon een acteercarrière. Dench en Michael Williams speelden in vele toneelstukken, ook samen. Zo waren ze beiden te zien in de Britse sitcom van Bob Larby, A Fine Romance (1981-1984). Michael Williams overleed op 11 januari 2001 op 66-jarige leeftijd.
Dench werd bij het grote publiek toch het bekendst door haar rol van M in de James Bond-films, die zij speelde vanaf 1995 in GoldenEye tot en met Skyfall uit 2012, waar M het leven laat na een belegering van Skyfall, het kasteel van James Bond's ouders. Tot het beste werk van Dench's films worden haar rollen gerekend in de films Mrs. Brown (1996), Iris (2001), Notes on a Scandal (2006) en Philomena (2013).
Eind mei 2024 maakte Dench bekend dat ze zou stoppen met acteren, omdat ze nagenoeg blind was geworden als gevolg van de oogziekte maculadegeneratie. Haar laatste rol speelde ze in 2022 in de film Spirited.

## Prijzen
- 1999: winnares Oscar voor Beste Vrouwelijke Bijrol in Shakespeare in Love

## Filmografie
- 1964 – The Third Secret – Miss Humphries
- 1965 – Four in the Morning – Vrouw
- 1965 – A Study in Terror – Sally
- 1965 – He Who Rides a Tiger – Joanne
- 1968 – A Midsummer Night's Dream – Titania
- 1973 – Luther – Katherine
- 1974 – Dead Cert – Laura Davidson
- 1978 – Langrishe Go Down – Imogen Langrishe
- 1978 – The Angelic Conversation – Vertelster
- 1983 – Saigon: Year of the Cat – Barbara Dean
- 1985 – Wetherby – Marcia Pilborough
- 1985 – A Room with a View – Eleanor Lavish
- 1986 – Theatre Night – afl. "Ghosts" – Mrs. Alving
- 1987 – 84 Charing Cross Road – Nora Doel
- 1988 – A Handful of Dust – Mrs. Beaver
- 1989 – Henry V – Mistress Quickly
- 1989 – Behaving Badly – Bridget Mayor
- 1990 – Can You Hear Me Thinking – Anne
- 1995 – Jack and Sarah – Margaret
- 1995 – GoldenEye – M
- 1996 – Hamlet – Hecuba
- 1997 – Mrs. Brown – Koningin Victoria
- 1997 – Tomorrow Never Dies – M
- 1998 – Shakespeare in Love – Koningin Elizabeth
- 1999 – Tea with Mussolini – Arabella
- 1999 – The World Is Not Enough – M
- 2000 – The Last of the Blonde Bombshells – Elizabeth
- 2000 – Chocolat – Armande Voizin
- 2001 – Iris – Iris Murdoch
- 2001 – The Shipping News – Agnis Hamm
- 2002 – The Importance of Being Ernest – Lady Bracknell
- 2002 – Die Another Day – M
- 2004 – Paniek op de Prairie – Mrs. Calloway (stem)
- 2004 – The Chronicles of Riddick – Aereon
- 2004 – Ladies in Lavender – Ursula Widdington
- 2005 – Pride & Prejudice – Lady Catherine de Bourg
- 2005 – Mrs. Henderson Presents – Mrs. Laura Henderson
- 2006 – Doogal – Vertelster (stem)
- 2006 – Casino Royale – M
- 2006 – Notes on a Scandal – Barbara Covett
- 2008 – Quantum of Solace – M
- 2009 – Nine – Lilli
- 2011 – J. Edgar – Anna Marie
- 2011 – Pirates of the Caribbean: On Stranger Tides – Society lady
- 2011 – My Week with Marilyn – Dame Sybill
- 2011 – Jane Eyre – Mrs Fairfax
- 2011 – The Best Exotic Marigold Hotel – Evelyn Greenslade
- 2012 – Skyfall – M
- 2013 – Philomena – Philomena
- 2015 – The Second Best Exotic Marigold Hotel – Evelyn Greenslade
- 2015 – Roald Dahl's Esio Trot
- 2015 – Spectre – M (cameo)
- 2016 – Miss Peregrine's Home for Peculiar Children – Miss Esmeralda Avocet
- 2017 – Tulip Fever – The Abbess of St. Ursula
- 2017 – Victoria & Abdul – Queen Victoria
- 2017 – Murder on the Orient Express – Prinses Dragomiroff
- 2018 – Red Joan – Joan Stanley
- 2019 – Cats – Old Deuteronomy
- 2020 – Artemis Fowl
- 2020 – Six Minutes to Midnight – Miss Rocholl
- 2021 – Off the Rails – Diana
- 2021 – Belfast – Granny

### Videospellen
Judi Dench leende haar stem ook voor een aantal videospelen over James Bond:
- 2004 – James Bond 007: Everything or Nothing – M (stem)
- 2004 – GoldenEye: Rogue Agent – M (stem)
- 2008 – Quantum of Solace – M (stem)
- 2010 – GoldenEye 007 – M (stem)
- 2010 – James Bond 007: Blood Stone – M (stem)
- 2012 – 007 Legends – M (stem)